# 卡尔切拉尼卡-阿尔拉戈
卡尔切拉尼卡-阿尔拉戈（義大利語：Calceranica al Lago），是意大利特伦托自治省的一个市镇。总面积3.42平方公里，人口1250人，人口密度365.5人/平方公里（2009年）。ISTAT代码为022032。